# Scedella infrequens
Scedella infrequens är en tvåvingeart som först beskrevs av Hardy och Drew 1996.  Scedella infrequens ingår i släktet Scedella och familjen borrflugor. Inga underarter finns listade i Catalogue of Life.